# Mangonia
Mangonia es un género con dos especies  de plantas con flores de la familia Araceae. Es originario del sur de Brasil y Uruguay.

## Taxonomía
El género fue descrito por Heinrich Wilhelm Schott y publicado en Oesterreichisches Botanisches Wochenblatt 7: 77. 1857. La especie tipo es: Mangonia tweedieana

## Especies
- Mangonia tweedieana
- Mangonia uruguaya